# Albumaresidae
```

```

Albumaresidae – rodzina wymarłych zwierząt z typu Trilobozoa, żyjących w ediakarze. Zaliczamy do niej rodzaje Albumares i Anfesta.